# Damir Grlić
Damir Grlić (* 14. srpna 1975 Záhřeb) je chorvatský trenér a bývalý fotbalista. Tento urostlý obránce vynikal důrazem a byl to výborný hlavičkář. Kariéru ukončil v Udarniku Kurilovec.

## Hráčská kariéra
V české lize hrál za FC Marila Příbram a FK Teplice, celkem nastoupil ve 29 utkáních. V chorvatské lize hrál za Radnik Velika Gorica, Orijent Rijeka, Segestu Sisak a Hrvatski dragovoljac Záhřeb. V české druhé lize hrál i za FC Chomutov a FK Mladá Boleslav.

## Trenérská kariéra
Po skončení hráčské kariéry se věnuje trénování mládeže.

## Ligová bilance
| Ročník                     | Zápasy | Góly | Klub                    |
| -------------------------- | ------ | ---- | ----------------------- |
| 1. chorvatská liga 1993/94 | 13     | 0    | NK Radnik Velika Gorica |
| 1. chorvatská liga 1995/96 | 28     | 0    | NK Orijent Rijeka       |
| 1. chorvatská liga 1996/97 | 5      | 0    | NK Segesta Sisak        |
| 1. chorvatská liga 1999/00 | 4      | 0    | NK Hrvatski dragovoljac |
| Gambrinus liga 2000/01     | 15     | 0    | FC Marila Příbram       |
| Gambrinus liga 2000/01     | 3      | 0    | FK Teplice              |
| Gambrinus liga 2001/02     | 9      | 0    | FK Teplice              |
| Gambrinus liga 2002/03     | 2      | 0    | FK Teplice              |
| CELKEM                     | 79     | 0    |                         |